# كريمي مامي الملاك السحري
كريمي مامي الملاك السحري (魔法の天使クリィミーマミ ماهو نو تِنشي كوريمي مامي) هو مسلسل أنمي من إنتاج إستديو بيرو وقد عُرض على شبكة تلفزيون نيبون من 1983 وحتى 1984. قام الإستديو بإنتاج 5 مقاطع أصلية متحركة (أوفا) ثم أصدرها في عروض خاصة أخرى. أُصدرت 3 مجلدات من المانغا أثناء العرض التلفازي الأصلي، وكان كاتبها هو كازونوري إيتو والرسام هو يوكو كيتاغاوا. هذا الأنمي هو أول أنمي من صنف الفتاة الساحرة من أصل 5 أنميات يقوم إستديو بيرو بإنتاجه، وأول أنمي يحتوي على تصميمات أكيمي تاكادا. في 2005، استطلاع الإنترنت من هيئة بث أساهي لأفضل 100 مسلسل أنمي عبر التاريخ حصد فيه كريمي مامي الملاك السحري المركز الثاني والثمانين.

## القصة
يو موريساوا هي فتاة عادية بعمر العشر سنوات، ترى سفينة فضائية عائمة في السماء. بعد صعودها في السفينة، فإنها تساعد بينو بينو في العثور على نجمة الريش. وحتى يشكرها على مساعدتها، قام بمنحها عصاة سحرية تقوم بتحويلها إلى فتاة بعمر الستة عشرة عامًا لمدة عام.

## الشخصيات
يو موريساوا (森沢優 موريساوا يو) - كريمي مامي (クリィミーマミ كوريمي مامي)
أداء صوتي: تاكاكو أوتا
نيغا (ネガ)
أداء صوتي: كانيتا كيموتسوكي
بوجي (ポジ)
أداء صوتي: يوكو ميتا
توشيو أوتومو (大伴俊夫 أوتومو توشيو)
أداء صوتي: يو ميزوشيما
ميغومي أياسه (綾瀬めぐみ أياسه ميغومي)
أداء صوتي: سايكو شيمازو
شينغو تاتشيبانا (立花慎悟 تاتشيبانا شينغو)
أداء صوتي: كازوهيكو إينوي
هاياتو كيدوكورو (木所 隼人 كيدوكورو هاياتو) - المدير كيدوكورو (木所マネージャー كيدوكورو مانيجا)
أداء صوتي: سوكيو كامياما
ميدوري كيساراجي (如月みどり كيساراغي ميدوري)
أداء صوتي: ماساهيرو أنزاي
ناتسومي موريساوا (森沢なつめ موريساوا ناتسومي)
أداء صوتي: ميكا دوي
تِتسو موريساوا (森沢哲夫 موريساوا تِتسو)
أداء صوتي: أكيرا موراكامي
جيمس إس كيه وان (温俊花 وان جيمس إس كيه)
أداء صوتي: ماشيكو ناراكامي
بينو بينو (ピノピノ بينو بينو)
أداء صوتي: سيكو ناكانو
مامورو هيداكا (日高 守 هيداكا مامورو)
أداء صوتي: نعومي زينبو

## قائمة الحلقات
| #  | عنوان                                                                                                   | تاريخ العرض الأصلي |
| -- | --- | ------------------ |
| 1  | «سفينة نجمة الريشة» "fezā no fune boshi" (フェザースターの舟)                                           | 1 يوليو 1983       |
| 2  | «ولادة نجم!» "sutā tanjō!" (スター誕生！)                                                               | 8 يوليو 1983       |
| 3  | «لأول مرة! لأول مرة!!» "debyū！ debyū!！" (デビュー！デビュー！！)                                      | 15 يوليو 1983      |
| 4  | «اندفاع العشر الأوائل» "Sukuranburu Toppu Ten" (スクランブル・トップテン)                               | 22 يوليو 1983      |
| 5  | «في خطر؟! سر مامي!» "kiken de wa！？ Mami no himitsu！" (あぶない！？マミの秘密！)                      | 29 يوليو 1983      |
| 6  | «أسطورة الآيل» "shika no densets" (伝説の雄鹿)                                                          | 5 أغسطس 1983       |
| 7  | «باقة للزعيم الكبير!» "biggu bosu no būke！" (大親分に花束を！)                                         | 12 أغسطس 1983      |
| 8  | «الثنائي المعجزة على الشاطئ» "bīchi ni mirakuru de~yuetto" (渚のミラクルデュエット)                     | 19 أغسطس 1983      |
| 9  | «روح الصيف» "natsu no seishin" (ま夏の妖精)                                                             | 26 أغسطس 1983      |
| 10 | «مرحبًا يا كاثرين» "Harō Kyasarin" (ハローキャサリン)                                                    | 2 سبتمبر 1983      |
| 11 | «الأب هو سائق الدراجات النارية في منتصف العمر» "Papa wa chūnen Raidā" (パパは中年ライダー)              | 9 سبتمبر 1983      |
| 12 | «انقطع الكهرباء في الإستديو» "teiden Studio de" (スタジオは大停電！)                                    | 16 سبتمبر 1983     |
| 13 | «مامي، عبر المرآة» "Mami, rukking u gurasu surū" (鏡のむこうのマミ)                                     | 23 سبتمبر 1983     |
| 14 | «سيد حلمي» "Mai Misutā Dorīmu" (私のＭｒ.ドリーム)                                                      | 30 سبتمبر 1983     |
| 15 | «الملاك بألوان قوس قزح» "niji shoku no tenshi" (虹色の天使)                                             | 7 أكتوبر 1983      |
| 16 | «الذاكرة التي اختفت في البحر» "memori wa , umi ni kie ta" (海に消えたメモリー)                          | 14 أكتوبر 1983     |
| 17 | «النوم ، الغابات الخالدة» "nemuru , toki wo tomeru no mori" (時のねむる森)                              | 21 أكتوبر 1983     |
| 18 | «مغامرة زاشيكيوارشي» "zashiki no bōken" (ざしきわらしの冒険)                                            | 28 أكتوبر 1983     |
| 19 | «أطول يوم لمامي» "Mami no saichō bi" (マミの一番長い日)                                                 | 4 نوفمبر 1983      |
| 20 | «هدية خطيرة!» "kiken na gifuto！" (危険なおくりもの！)                                                  | 11 نوفمبر 1983     |
| 21 | «حفلة حب لطيفة» "kawaii rabu" (かわいい恋のパーティ)                                                    | 18 نوفمبر 1983     |
| 22 | «ميدوري-كن وبوبوكوبو» "Midori-kun to PuppuKupuu" (みどり君とプップクプ)                                 | 25 نوفمبر 1983     |
| 23 | «مظلة النجوم» "parasoru sutā" (星のパラソル)                                                            | 2 ديسمبر 1983      |
| 24 | «تجربة أداء الدب» "beā beā ōdishon" (クマ熊オーディション)                                              | 9 ديسمبر 1983      |
| 25 | «إزعاج! مهرجان البوب» "shōgai！ poppu fesutibaru" (波乱！歌謡祭の夜)                                    | 16 ديسمبر 1983     |
| 26 | «معجزة الوداع» "bai-bai mirakuru" (バイバイ・ミラクル)                                                  | 23 ديسمبر 1983     |
| 27 | «إلى نجمة الريشة» "fezā sutā ni" (フェザースターヘ！)                                                   | 6 يناير 1984       |
| 28 | «الطالب المنقول الغامض» "nazo no tensō wa, gakusei" (ふしぎな転校生)                                    | 13 يناير 1984      |
| 29 | «ذعر بالحبال» "rōpuu~ei panikku" (ロープウェイ・パニック)                                               | 20 يناير 1984      |
| 30 | «جدتي العزيزة» "Aisuru O-bāchan" (前略おばあちゃん)                                                     | 27 يناير 1984      |
| 31 | «رقصة يو السريعة» "Yū no furasshu dansu" (優のフラシュダンス)                                           | 3 فبراير 1984      |
| 32 | «عيد حب لنا نحن الاثنين فقط» "no barentain chōdo Futatsu no toiawase" (二人だけのバレンタイン)          | 10 فبراير 1984     |
| 33 | «"عطسة" الأهوال» "»Hakushon no oto!« no kyōfu" (恐怖のハクション！)                                     | 17 فبراير 1984     |
| 34 | «هجوم الثعبان جو المضاد» "Sunēku Jō no gyakushū" (スネークジョーの)                                     | 24 فبراير 1984     |
| 35 | «تاتشيبانا-سان تصبح امرأة؟!» "Tachibana-san wa on'na ni naru！？" (立花さん、女になる！？)              | 2 مارس 1984        |
| 36 | «سيرك المجرة 1984» "ginga sākasu 1984" (銀河サーカス1984)                                               | 9 مارس 1984        |
| 37 | «عينا ماريان» "Marian no hitomi" (マリアンの瞳)                                                         | 16 مارس 1984       |
| 38 | «نادي المعجبين مرفرف القلب» "hāto furueru fankurabu" (ときめきファンクラブ)                             | 23 مارس 1984       |
| 39 | «أوجيرا الوحش الجوراسي!» "juraki monsutā Ojira！" (ジュラ)                                              | 30 مارس 1984       |
| 40 | «حرب طحين كريمي غاوكا» "Kurīmī Gaoka ko mugiko sensō" (くりみヶ丘小麦粉戦争)                            | 6 أبريل 1984       |
| 41 | «حذارٍ، خشية أن تبالغ في المذاكرة» ", anata resutokado no chūi" (勉強しすぎに)                           | 13 أبريل 1984      |
| 42 | «ذاكرة ماما المرحلية» "sutēji no Mama no memorī" (ママの思い出ステージ)                                 | 20 أبريل 1984      |
| 43 | «اجري يا يو أسرع من السلاحف!» "Ran, Yū, kōsoku kame yori mo！" (走れ優！カメよりも)                     | 27 أبريل 1984      |
| 44 | «نداء استغاثة! الهروب من عاصفة الحلم» "SOS wo！ esukēpu kara no arashi dorīmu" (ＳＯＳ！夢嵐からの脱出) | 4 مايو 1984        |
| 45 | «حزن الفتى النفسي» "kanashimi no reikon bōi" (悲しみの 超能力少年)                                      | 11 مايو 1984       |
| 46 | «عازف البيانو الرائع» "Mai Wandafuru Pianisuto" (私のすてきなピアニスト)                                | 18 مايو 1984       |
| 47 | «قبلة مامي الأولى» "Mami no fāsuto kisu" (マミのファーストキス)                                         | 25 مايو 1984       |
| 48 | «موعد يو وميدوري الأول» "Yū to Midori no saisho no hizuke" (優とみどりの初デート！)                     | 1 يونيو 1984       |
| 49 | «تسلل! كنز منزل تاتشيبانا-سان» "sen'nyū！ Tachibana-san no ie no takara" (潜入！立花さんちの秘宝)       | 8 يونيو 1984       |
| 50 | «اختفاء مامي» "Mami ga kieru" (マミがいなくなる…)                                                       | 15 يونيو 1984      |
| 51 | «توشيو، لا تتذكر!» "Toshio wa, sore wo oboe te i nai！" (俊夫！思い出さないで)                          | 22 يونيو 1984      |
| 52 | «المرحلة الأخيرة» "saishū dankai" (ファイナルステージ)                                                  | 29 يونيو 1984      |

## وصلات خارجية
- كريمي مامي الملاك السحري على موقع IMDb (الإنجليزية)
- كريمي مامي الملاك السحري على موقع كينوبويسك (الروسية)
- كريمي مامي الملاك السحري على موقع قاعدة بيانات الفيلم (الإنجليزية)
- كريمي مامي الملاك السحري على موقع ANN anime (الإنجليزية)

- دعوة الستار  في قاعدة بيانات الأفلام على الإنترنت (بالإنجليزية)
- الخلود مرةً أخرى  في قاعدة بيانات الأفلام على الإنترنت (بالإنجليزية)
- وادع طويل  في قاعدة بيانات الأفلام على الإنترنت (بالإنجليزية)
- لحن جميل  في قاعدة بيانات الأفلام على الإنترنت (بالإنجليزية)
- كريمي مامي الملاك السحري  في قاعدة بيانات الأفلام على الإنترنت (بالإنجليزية)
- Mahô no Tenshi Creamy Mami VS Mahô no Princess Minky Momo Gekijou no Daikessen  في قاعدة بيانات الأفلام على الإنترنت (بالإنجليزية)
- Majokko Club Yoningumi A-kuukan Karano Alien X  في قاعدة بيانات الأفلام على الإنترنت (بالإنجليزية)
- Mami Emi Pelsia Adesugata Mahô no Sannin Musume  في قاعدة بيانات الأفلام على الإنترنت (بالإنجليزية)
- ذاكرة مثالية  في قاعدة بيانات الأفلام على الإنترنت (بالإنجليزية)